# Scottolana uxoris
Scottolana uxoris is een eenoogkreeftjessoort uit de familie van de Canuellidae. De wetenschappelijke naam van de soort is voor het eerst geldig gepubliceerd in 1983 door Por.